# Krymská evakuace
Krymská nebo též sevastopolská evakuace (rusky Кры́мская nebo Севасто́польская эвакуа́ция) byla záchranná operace v době ruské občanské války, spojená s evakuací oddílů ruské armády generála Wrangela a sympatizantů bílého hnutí z řad civilního obyvatelstva Krymu po Černém moři.
Nutnost evakuace se ukázala ihned po dobytí Perekopské šíje bolševiky. Operace byla předem připravena a naplánována štábem generála Petra Nikolajeviče Wrangela, proto její realizace proběhla velice úspěšně. Během tří dnů evakuace (13.–16. listopadu 1920) z přístavů krymského poloostrova (Sevastopol, Jevpatorija, Kerč, Feodosija, Jalta) vyplulo 126 plavidel se 146 tisíci osob, nepočítaje posádky.
Krymská evakuace se objevila také v sovětských filmech Sloužili dva kamarádi (1968, rusky Служили два товарища) a Útěk (1970, rusky Бег).